# MeerRadio
MeerRadio is de lokale radio- en nieuwsomroep van de gemeente Haarlemmermeer. Dagelijks zendt MeerRadio muziek van verschillende soorten genres uit, maar ook nieuws, lokale actualiteiten en praatprogramma's. De statutaire naam is Stichting MeerOmroep.

## Geschiedenis
MeerRadio begon op 7 oktober 2006 met uitzenden vanuit het filiaal van de bibliotheek in Hoofddorp. MeerRadio was de opvolger van het in 2003 opgeheven VLOH f.m. VLOH was van 1983 tot 2003 de publieke lokale omroep voor de gemeente Haarlemmermeer. In 2004 werd door oud-VLOH-medewerker Maurice van Dam de Stichting MEER-omroep opgericht en in 2005 kreeg Haarlemmermeer een nieuwe vergunning van het Commissariaat voor de Media. Sinds het najaar van 2006 zendt MeerRadio radioprogramma's uit.
MeerRadio zendt 24 uur per dag uit en heeft diverse praatprogramma's van 08:00 uur in de ochtend tot 01:00 uur in de nacht. Tussen die tijden wordt muziek uitgezonden. Om het uur wordt er een NOS-nieuwsuitzending uitgezonden.
Ook presenteert MeerRadio regelmatig live op verschillende locaties. Zo staat MeerRadio vaak op wijkfeesten, politieke cafés en bijzondere gebeurtenissen live uit een tent op locatie uit te zenden en niet uit de studio's in Hoofddorp.
Er wordt geregeld samengewerkt met andere lokale radiozenders uit omliggende gemeente en de provinciale nieuwszender NH Media (NH Radio, TV, Online). Regelmatig doen verslaggevers van MeerRadio verslag in de gemeente Haarlemmermeer voor NH Media.

## MeerTelevisie
Van begin 2006 tot 25 maart 2014 zond de MeerOmroep ook uit op televisie. MeerRadio had zijn eigen televisiekanaal, waarop onder andere een lokaal journaal (MeerNieuws), interviewprogramma's en de livestream uit de MeerRadio-studio's werd uitgezonden. Ook de raadsdebatten werden elke donderdagavond live uitgezonden via dit kanaal. Tijdens de verkiezingen werden de lijsttrekkersdebatten en verkiezingsuitslagen live vanuit het raadhuis in Hoofddorp uitgezonden.
MeerRadio is sinds 2006 gevestigd in Hoofddorp. Eerst werd er uitgezonden vanuit de bibliotheek in Hoofddorp Centrum en sinds 2011 heeft MeerRadio een huurpand met twee radiostudio's, een voormalig televisiestudio en een nieuwsredactie aan de Kruisweg in Hoofddorp. Door het verdwijnen van MeerTelevisie is de tv-studio te huur voor Greenscreen projecten op Youtube / TikTok.
Radio presentatrice Marieke Elsinga heeft ook een verleden bij MeerRadio. Daar is ze in 2011 weggegaan omdat ze bij Q-Music ging werken.
Sinds 2017 reikt het station jaarlijks de Zilveren MeerRadio Microfoon uit. Dat is de prijs voor de beste, door scholieren van een basisschool zelf gemaakte nieuwsuitzending in het kader van de workshop Maak Nieuws bij MeerRadio (voor groep 7 en 8 PO). In 2019 werd de prijs overhandigd door Marieke Elsinga en wethouder Marja Ruigrok. MeerRadio heeft ook een workshop voor de klassen 1/2 of 3/4 van het voortgezet onderwijs (Nieuws=Nieuws. Toch!?). De workshops worden, in opdracht van C. en MeerRadio, geproduceerd door Meerdoc. Sinds januari 2022 brengt MeerRadio iedere 2 maanden een aflevering uit van het YouTube-programma Erfgoed journaal Haarlemmermeer, waarin cultureel erfgoed in de Haarlemmermeerpolder centraal staat. Erfgoed journaal Haarlemmermeer wordt mede mogelijk gemaakt door gemeente Haarlemmermeer, Prins Bernhard Cultuurfonds, Van der Leij Bouwbedrijven B.V., Rabobank Regio Schiphol, Fonds van Zanten en J.C. Ruigrok Stichting. Op 19 december 2022 vond in Het Oude Raadhuis in Hoofddorp de prijsuitreiking plaats (opnieuw door wethouder cultuur Marja Ruigrok) van de Gouden MeerRadio Microfoon. Dat is de trofee voor de beste zelf gemaakte uitzending(en) door senioren 65+ na het volgen van de workshop Forever Young Radio. Deze workshopserie, in samenwerking met C. en Meerdoc, wordt mede mogelijk gemaakt door Stichting RCOAK, Fonds Sluyterman Van Loo en Meer voor Elkaar. De mediaworkshops zijn inmiddels beëindigd. 

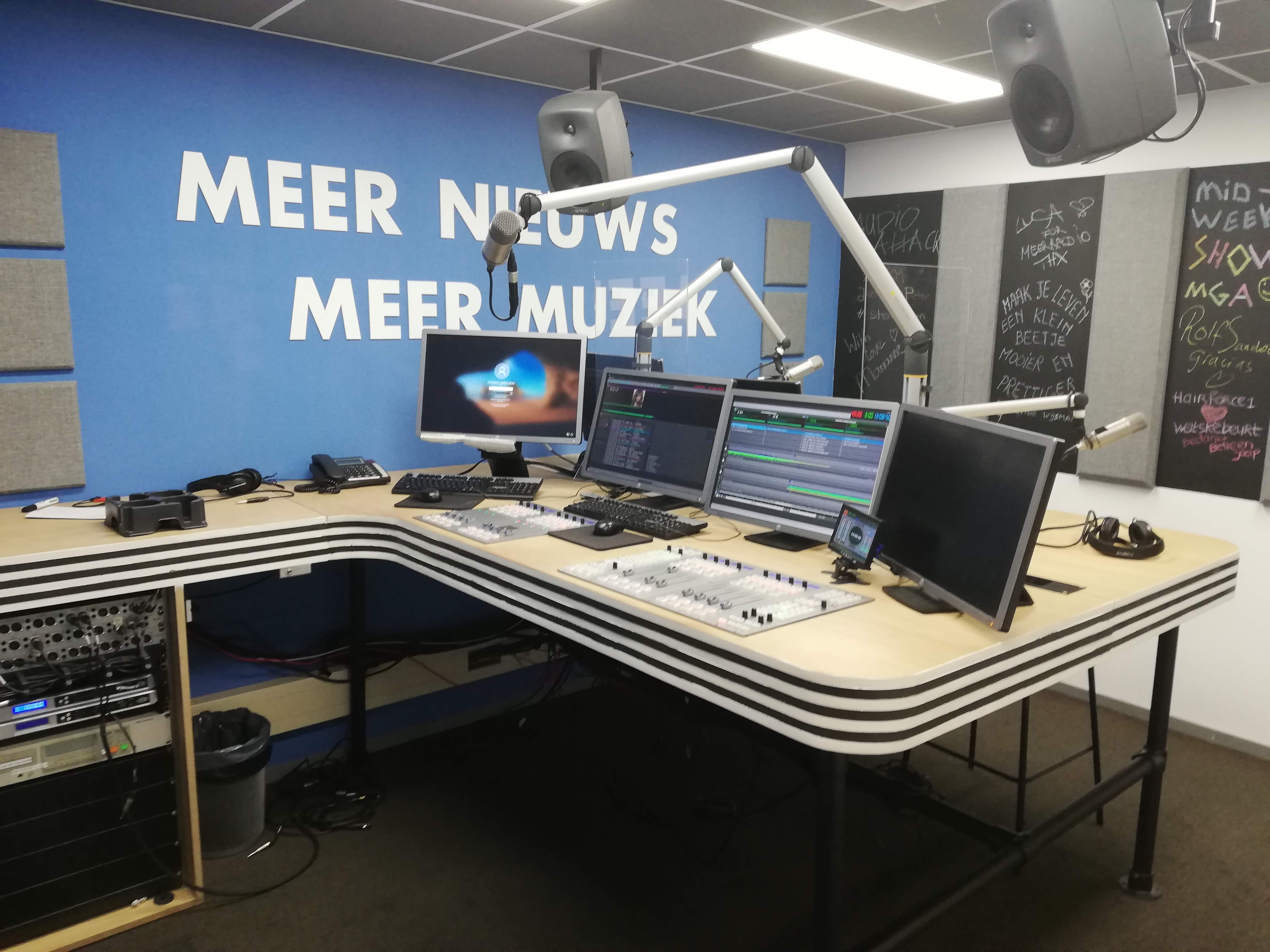
MeerRadio studio